# SABCA S 47
Il SABCA S 47 era un bombardiere leggero/ricognitore biposto ad ala bassa costruito dall'azienda italiana Cantieri Aeronautici Bergamaschi (CAB) (Gruppo Caproni) per conto della belga Société Anonyme Belge de Constructions Aéronautiques (SABCA) alla fine degli anni trenta. Nonostante la Caproni ne avesse ceduto i diritti alla SABCA, il velivolo è noto anche con la denominazione interna della ditta: Caproni Ca.335 Maestrale.

## Storia

### Sviluppo
Il progetto dell'S 47 nasce dall'esigenza da parte dell'Aéronautique Militaire/Militair Vliegwezen, l'allora denominazione dell'aeronautica militare belga, di trovare un sostituto al biplano Fairey Fox che la Avions Fairey, sussidiaria belga della britannica Fairey Aviation Company Limited, forniva nel ruolo di bombardiere leggero. Il progetto del Fox risaliva agli anni venti e alla Farey britannica avevano già sospeso la produzione in favore di velivoli tecnicamente più recenti, così la SABCA, già in possesso di licenze di produzione dell'italiana Aeronautica Caproni, chiese di poter produrre un concorrente del britannico Fairey Battle. Caproni affidò il progetto all'ingegner Cesare Pallavicino il quale realizzò il disegno di un monomotore biposto ad ala bassa con abitacoli chiusi separati la cui denominazione aziendale era Caproni Ca.335 Maestrale.
Il prototipo, concepito per poter essere sviluppato come cacciabombardiere oltre che ricognitore, venne realizzato in Italia e portato in volo per la prima volta il 16 febbraio 1939 sul campo di volo aziendale della Cantieri Aeronautici Bergamaschi (CAB) di Ponte San Pietro, ai comandi del pilota collaudatore Ettore Wengi.
Dopo le prove ritenute soddisfacenti, alla metà di giugno dello stesso anno il velivolo venne smontato ed inviato in Belgio tramite linea ferroviaria. Giunto alla SABCA fu oggetto di nuove prove di volo da parte del capo collaudatore pilota P. Burniat, i cui risultati sfociarono in modifiche minori al radiatore ventrale ed alla cappottina dell'abitacolo anteriore.
Nel luglio 1939 il velivolo venne inviato alla 2ª Esposizione Aeronautica di Bruxelles sull'aeroporto di Bruxelles Evère. In quell'occasione il modello, presentato con la sua designazione belga SABCA S 47, riscosse l'interesse delle varie commissioni incaricate per conto dei governi di Paesi Bassi, Danimarca, Svezia, Norvegia, Portogallo, Svizzera e Venezuela. Tuttavia i contatti non sfociarono in alcun ordine.
Nel marzo 1940 il velivolo venne esaminato dalle autorità militari della francese Armée de l'air presso la Base aérienne 123 Orléans-Bricy dove, a causa dei lievi danni conseguiti in una collisione a terra, rimane in deposito in attesa di riparazioni.
Le vicende belliche conseguenti alla campagna di Francia ebbero come conseguenza il controllo dell'aeroporto da parte delle truppe tedesche della Wehrmacht ed il conseguente sequestro del velivolo da parte delle autorità militari, bloccando i piani di produzione. La possibilità di rientrare in possesso del velivolo spinse la Caproni ad inoltrare una richiesta per il suo recupero ma l'autorizzazione necessaria non ebbe seguito.

### Velivoli derivati
Dal Ca.335 venne derivato il Caproni Ca.355 Tuffo, monoposto destinato al bombardamento in picchiata.

## Descrizione tecnica
Il SABCA S 47/Caproni Ca.335 era un velivolo dall'aspetto convenzionale, monomotore monoplano ad ala bassa e carrello retrattile.
La fusoliera era caratterizzata dai due abitacoli separati in tandem, l'anteriore destinato al pilota ed il posteriore all'osservatore/mitragliere, entrambi chiusi da tettucci apribili, entrambi apribili a scorrimento. In corrispondenza dell'abitacolo posteriore erano ricavate finestrature nella struttura per aumentare la capacità di osservazione. Tra le due postazioni era ricavato lo spazio per i due serbatoi del combustibile, della capacità di 500 L, lo scompartimento interno per gli ordigni da caduta, l'impianto erogatore d'ossigeno per l'alta quota, l'apparecchiatura ricetrasmittente e la fotocamera. Posteriormente terminava in un impennaggio classico mono deriva con piani orizzontali a sbalzo.
La configurazione alare era monoplana, con l'ala a pianta rastremata e raccordata alle estremità, montata bassa sulla fusoliera e dotata di alettoni e flap.
Il carrello d'atterraggio era biciclo anteriore integrato da un ruotino posteriore posizionato sotto la coda, interamente retrattile, l'anteriore con movimento verso coda e torcente.
La propulsione era affidata ad un motore Hispano-Suiza 12Y-31, un 12 cilindri a V raffreddato a liquido in grado di erogare, in quella versione, una potenza pari a 860 CV (632 kW), racchiuso in un cofano posizionato all'estremità anteriore della fusoliera ed abbinato ad un'elica tripala.
L'armamento era costituito da un cannoncino aeronautico Hispano-Suiza HS.404 calibro 20 mm fuoriuscente dall'ogiva dell'elica, una coppia di mitragliatrici calibro 7,7 mm posizionate nel profilo delle due semiali e sparanti al di fuori del disco dell'elica, più una terza, sempre calibro 7,7 mm inserita nell'abitacolo posteriore su supporto che ne permetteva il brandeggio dorsale ed a disposizione del secondo membro di equipaggio. Il carico bellico offensivo era completato da una coppia di bombe da caduta da 50 kg inserite nel vano inferiore della fusoliera.

## Utilizzatori
Belgio
- Aéronautique Militaire/Militair Vliegwezen

utilizzò l'unico esemplare aggiornato in Belgio per voli di prova e dimostrativi.